# Košťálov (hrad, okres Litoměřice)
Košťálov je zřícenina hradu donjonového typu ze 14. století asi 2 km severně od města Třebenice. Stojí na vrchu Košťálu nebo též Košťálovu (494 m n. m.), který patří do západní poloviny Českého středohoří. Hrad je spojován zejména s Kaplíři ze Sulevic. Od roku 1964 je chráněn jako kulturní památka.

## Historie hradu

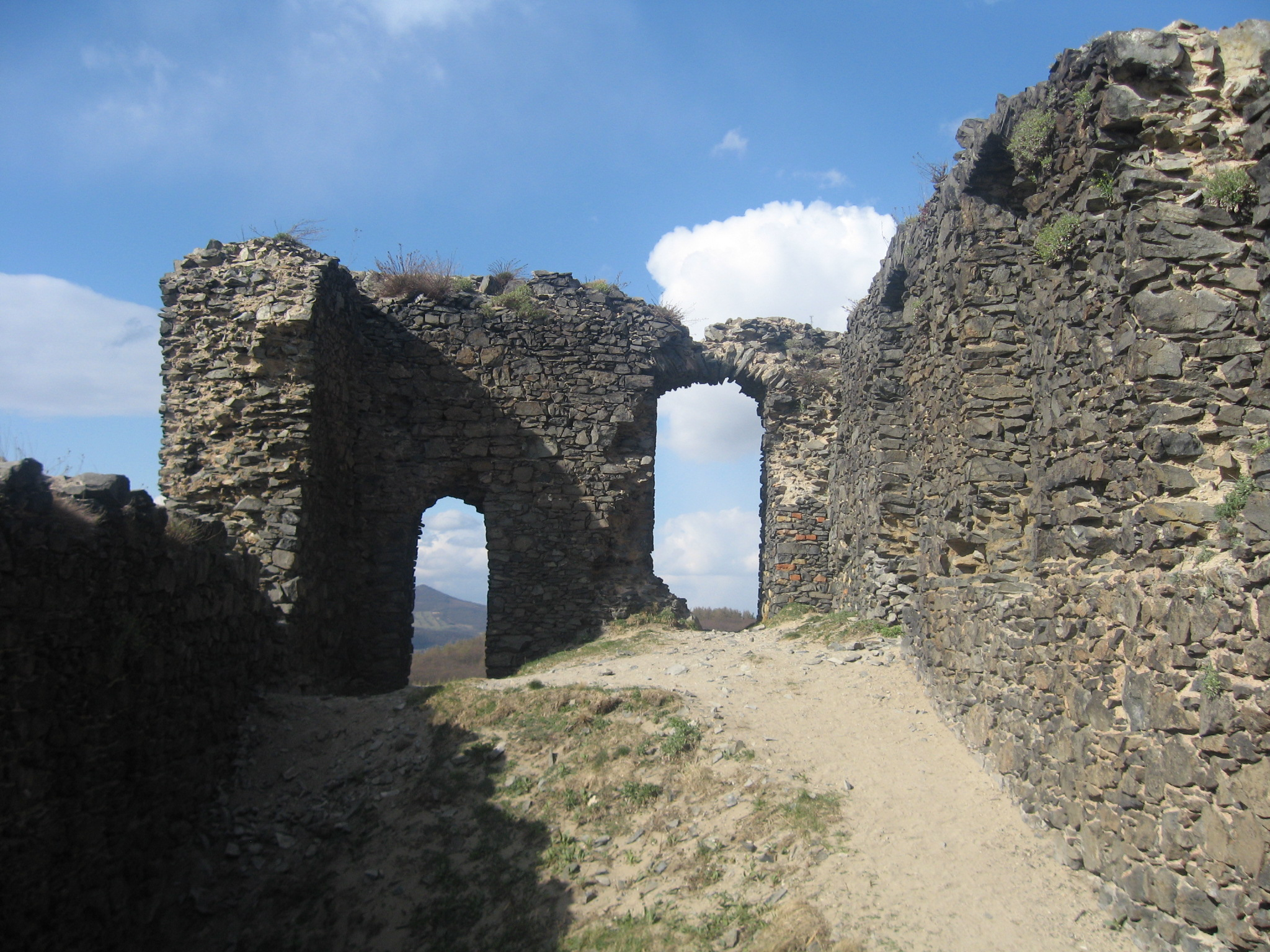
Pohled na vstup do paláce z interiéru

Ačkoliv první písemná zmínka o hradu pochází až z roku 1372, jeho stavební podoba umožňuje uvažovat o vzniku stavby v 1. polovině 14. století. Stavebník Košťálova ani první majitelé nejsou známí. První písemná zmínka o Košťálově se vztahuje k roku 1372. Soudobý kronikář Beneš Krabice z Veitmile vypráví historku o tom, jak do hradu udeřil blesk a purkrabímu Aleši mladšímu ze Slavětína a jeho manželce upálil špičky střevíců. Aleš se v pramenech v souvislosti s Košťálovem uvádí ještě v letech 1378 a 1380. V prvním případě to je spojené s jeho uvalením do klatby kvůli nějakému sporu s duchovním. Jestliže byl Aleš ze Slavětína na Košťálově purkrabím, hrad mu nepatřil a spravoval ho pro někoho jiného. Při absenci písemných pramenů se v literatuře o majitelích Košťálova objevují pouze spekulace, které jeho založení dávají do souvislosti s rody Zajíců z Hazmburka, Kaplířů ze Sulevic a ze Slavětína. Autor prvního soupisu českých hradů František Alexandr Heber byl přesvědčený, že Košťálov byl královského založení, což je vzhledem k majetkové struktuře okolních panství nepravděpodobné.

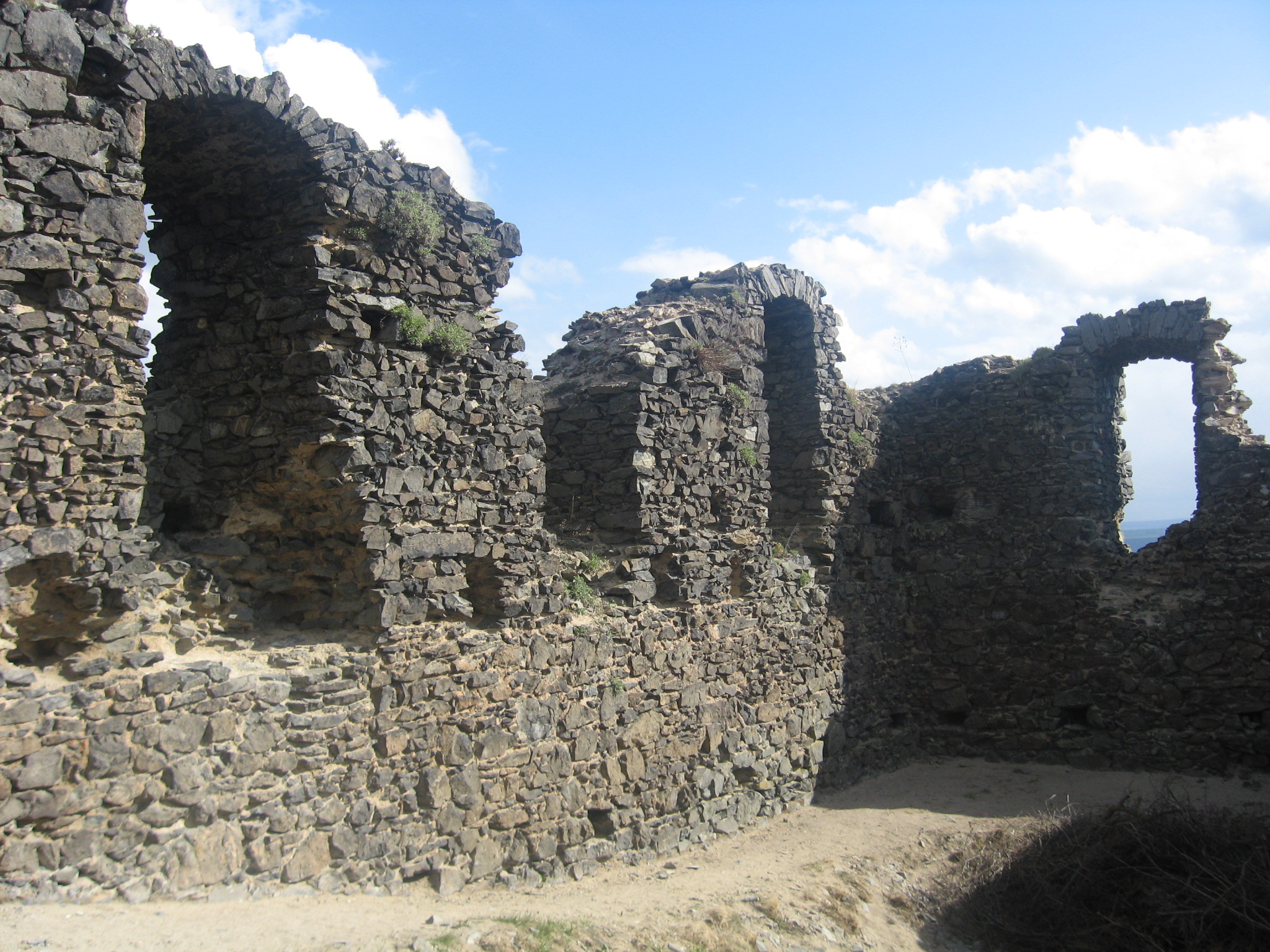
Interiér paláce - bývalého rytířského sálu

 Další zpráva o hradu pochází až z doby husitských válek. Sedláček píše, že v roce 1422 tábořilo pod hradem husitské vojsko. Protože se o rok později uvádí jako majitel blízkých Třebenic a okolních vesnic Jan Kaplíř, lze předpokládat, že byl i pánem Košťálova.
Ještě roku 1486 měl hrad charakter panského rezidenčního sídla. Tehdy si Košťálov rozdělili tři bratři Kaplířové: nejstarší Zdislav sídlil v paláci horního hradu, Dobeš a Jan každý v samostatném domě v dolním hradě. V rodině Kaplířů zůstal hrad až do roku 1609, kdy ho získal Adam ze Vchynic. V té době ale už hrad dávno nebyl obývaný.
Komunikačně obtížně přístupný hrad ale postupně přestal odpovídat šlechtickým nárokům na bydlení. Někdy před polovinou 16. století si Kaplířové postavili zámeček ve vsi Košťálově pod hradem a žili tam. Neudržovaný hrad chátral a v roce 1622 se již uvádí jako pustý.
Romantická poloha hradu přilákala k návštěvě Karla Hynka Máchu. Košťálov si asi v roce 1833 do skicáku nakreslil tužkou hned dvakrát: jednou zároveň s Třebenicemi a hradem Skalkou, podruhé samostatně. Košťálov několikrát zobrazil na počátku 50. let také Emil Filla, a to v cyklu obrazů Českého středohoří, které maloval technikou lavírované tuše.

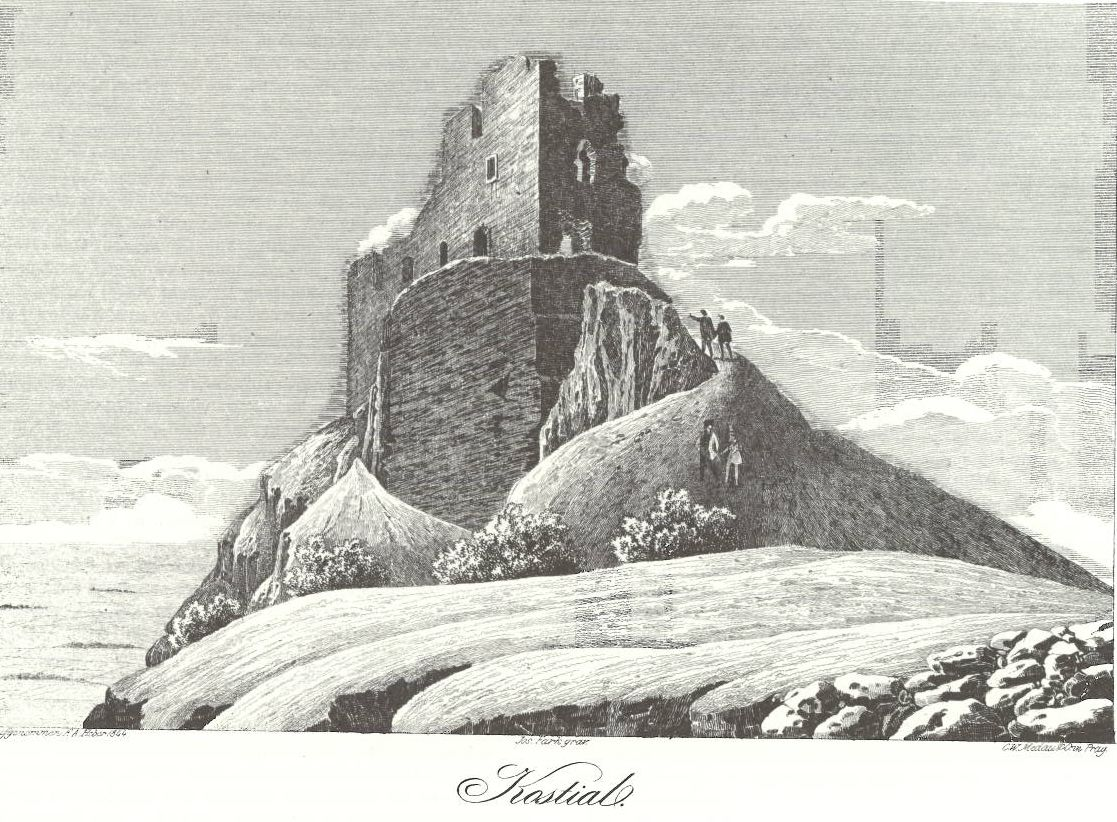
Hrad roku 1844 na rytině F. A. Hebera

Pověst o založení Košťálova v polovině 8. století si vymyslel Václav Hájek z Libočan a publikoval ji ve své kronice, která vyšla roku 1541.

## Stavební podoba hradu
Košťálov je hrad donjonového typu, jehož hlavní obytnou a zároveň obrannou budovou byl palác obdélného půdorysu. Skládal se z horního hradu s palácem a dolního hradu s nejméně dvěma obytnými budovami a dalšími objekty hospodářského charakteru. Palác byl původně třípatrový, na starších vyobrazeních jsou zbytky nejvyššího patra ještě patrné. Ve druhém patře byl rytířský sál se čtyřmi okny na protilehlých stranách. Dolní hrad byl opevněný. Zbytky této fortifikace byly patrné ještě v polovině 19. století. Ze zmíněné smlouvy s roku 1486 je známo, že zde byly nejméně dvě obytné budovy. Při archeologických průzkumech v 19. století byly v severovýchodní části dolního hradu nalezeny pozůstatky kuchyně (kachle, nádobí). Do severozápadní části lokalizovaly nálezy kovárnu, dle nálezů zbytků klíčů, podkov či uzd pro koně. Po zástavbě dolního hradu dnes zůstaly pouze těžko rozeznatelné terénní relikty. V případě horního hradu bylo před první světovou válkou provedeno zajištění cementovou maltou, ale toto již vzalo za své a chátrání pokračuje. Nejzachovalejší je nároží hradby v severovýchodní části horního hradu, mocné minimálně 4–5 metrů výšky.

## Přístup ke hradu
- Z vesnice Boreč po žluté turistické značce (2,5 km).
- Z Třebenic po červené turistické značce, např. od vlakové stanice Třebenice město. Odtud na hrad cca 3,3 km. Po cestě se před výstupem na hrad nachází rozcestí s přístřeškem.
- Z vesnice Sutom po asfaltové cestě vycházející z obce pod kostelem, na louce napojení na žlutou turistickou značku, která vede na hrad (2 km).
- Z vesnice Radostice po zelené turistické značce a poté po cyklotrase č. 25 k přístřešku.
- Ve všech případech je posledních cca 500 m cesty (od rozcestí) lesní pěšinou místy dosti strmou.

## Galerie

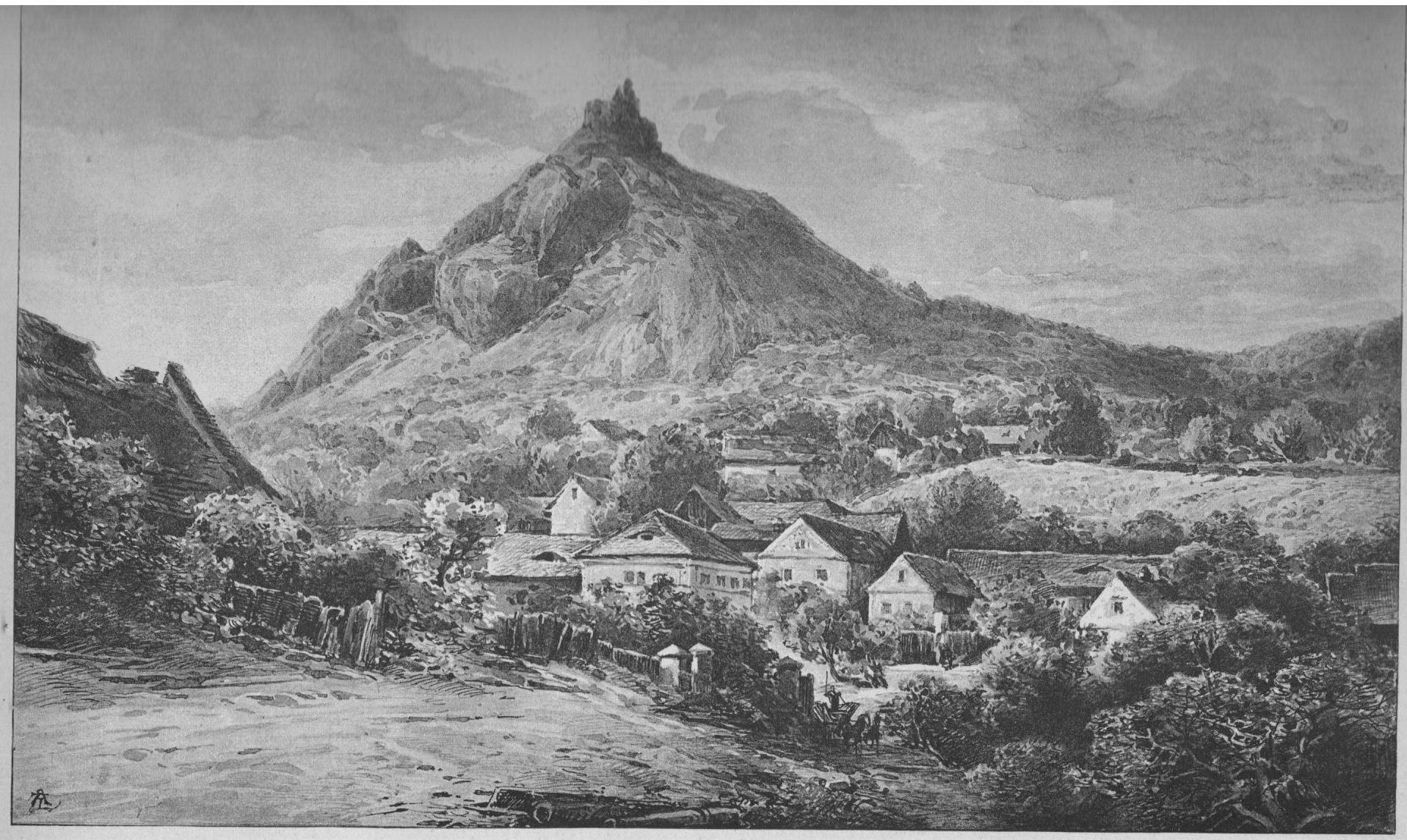
Pohled na hrad z roku 1892, uveřejněný v Ottových Čechách
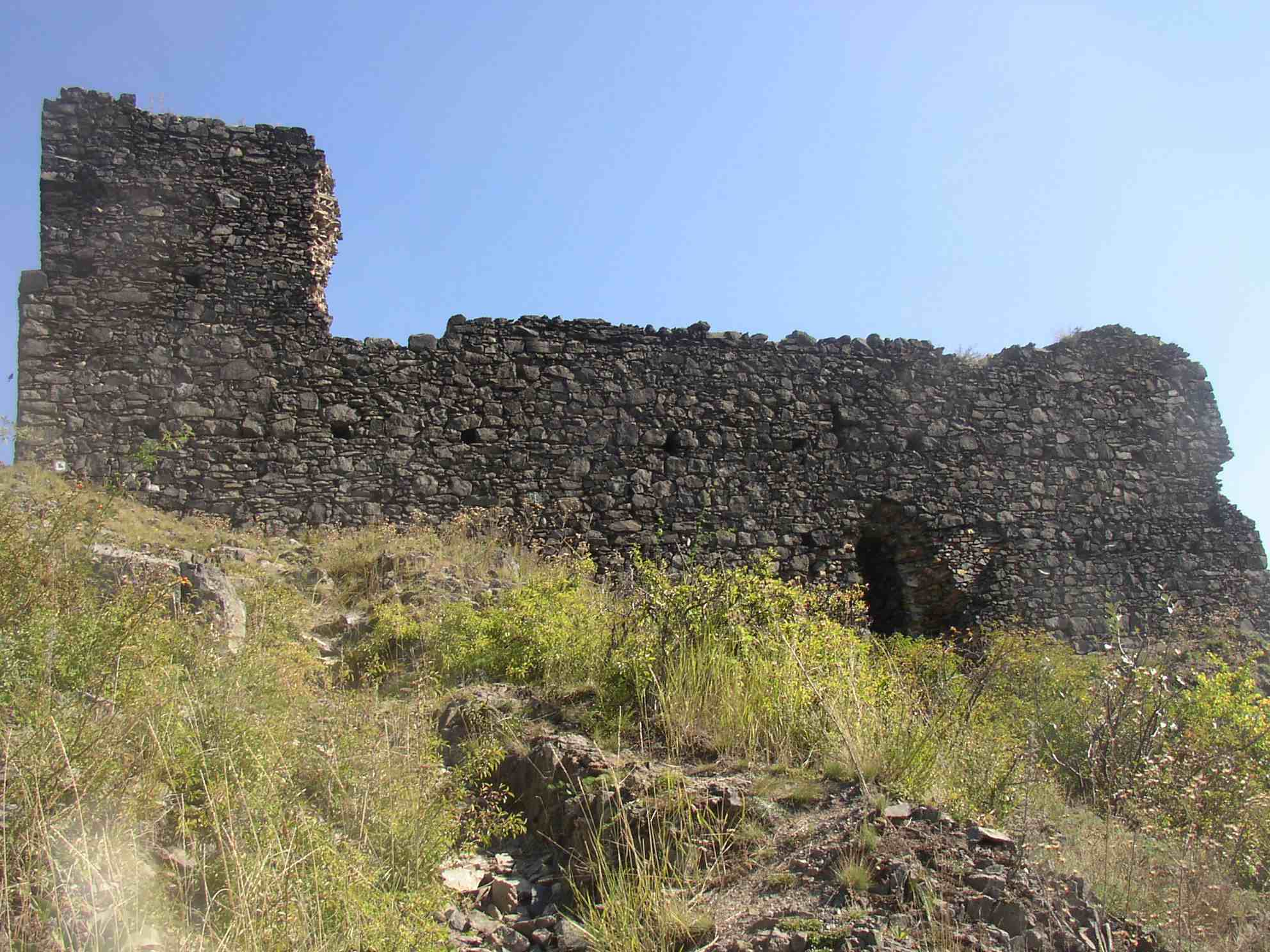
Jižní zeď hradního paláce
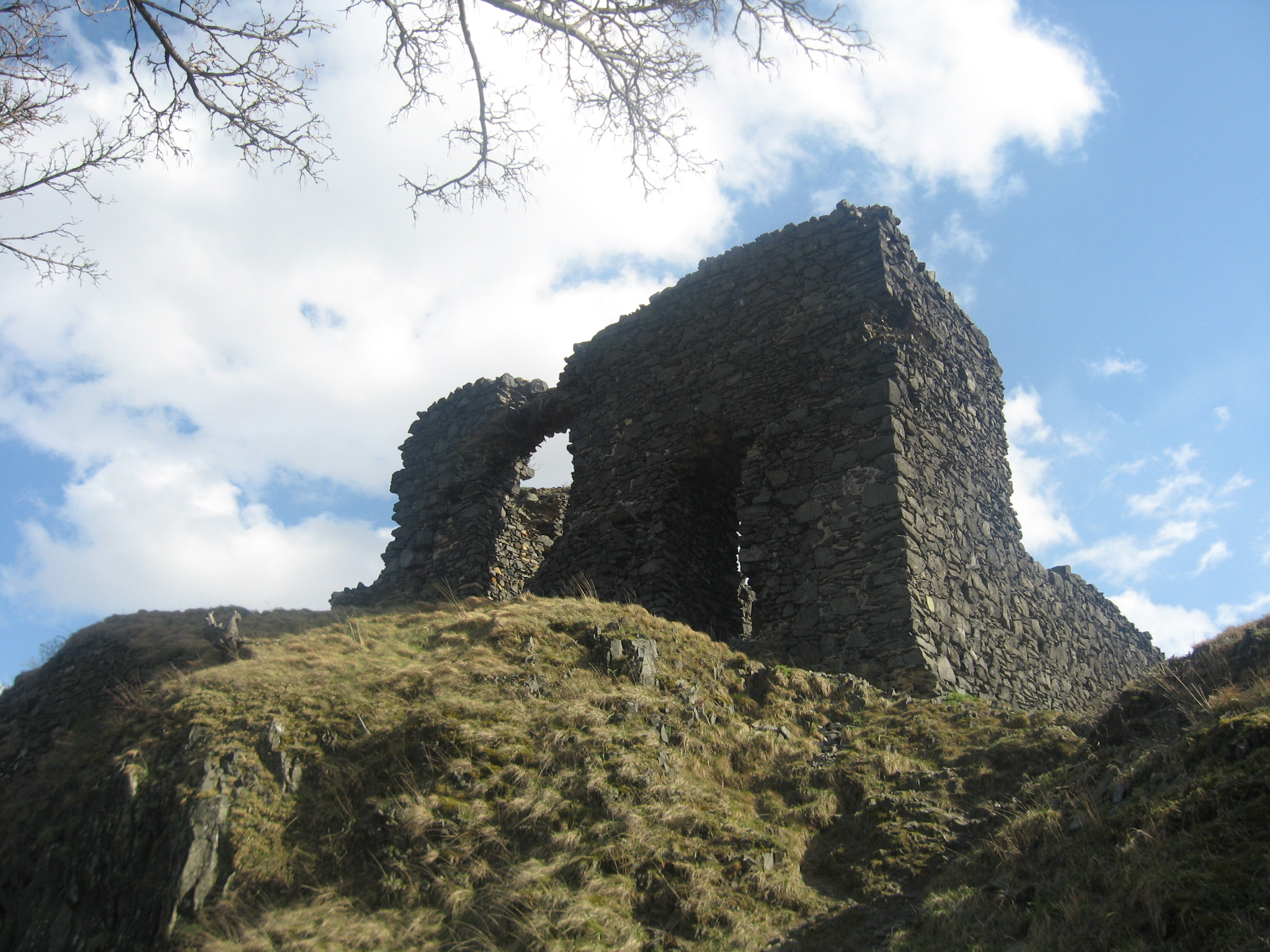
Severozápadní nároží hradu, vstup
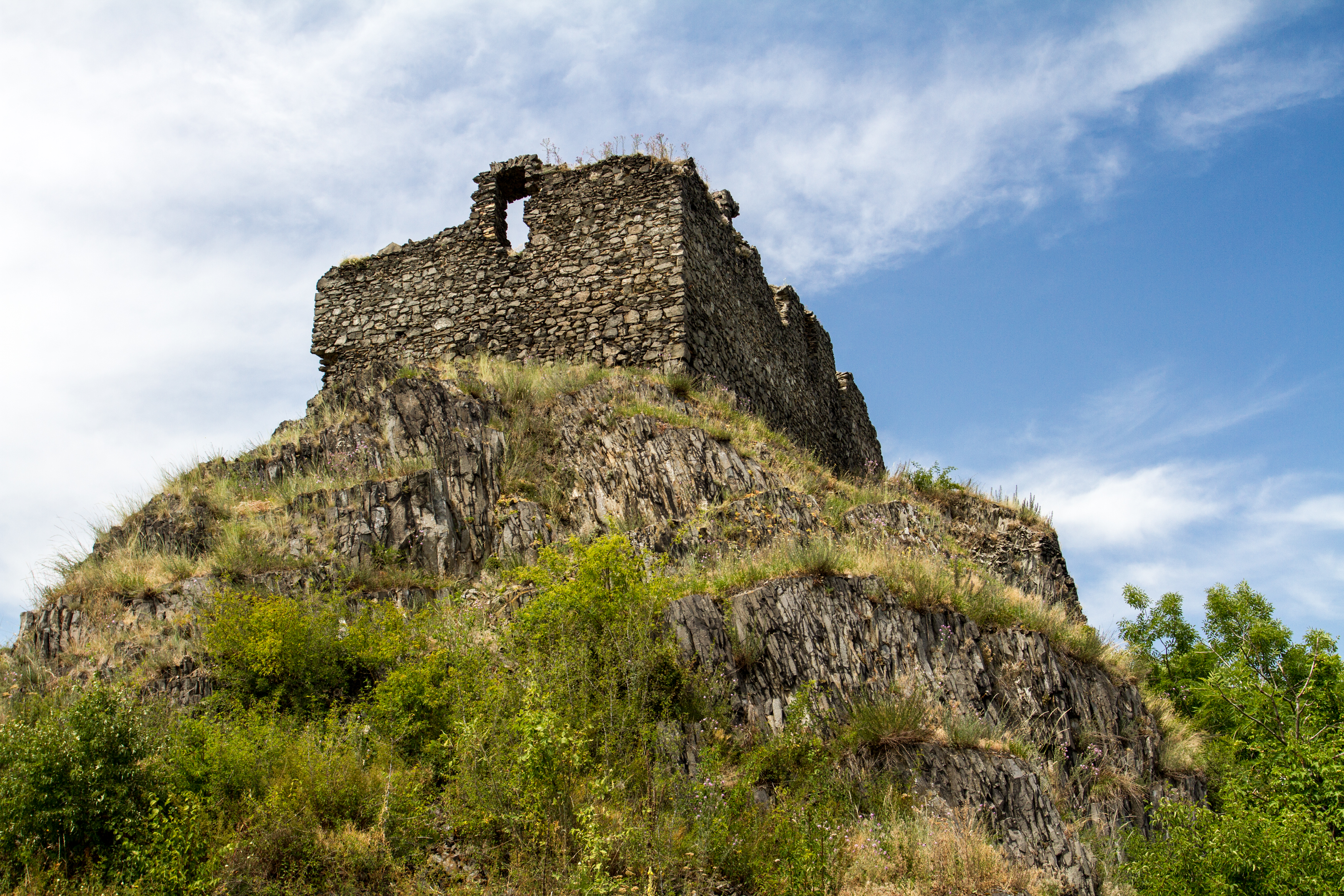
Jižní zeď hradu z podhledu
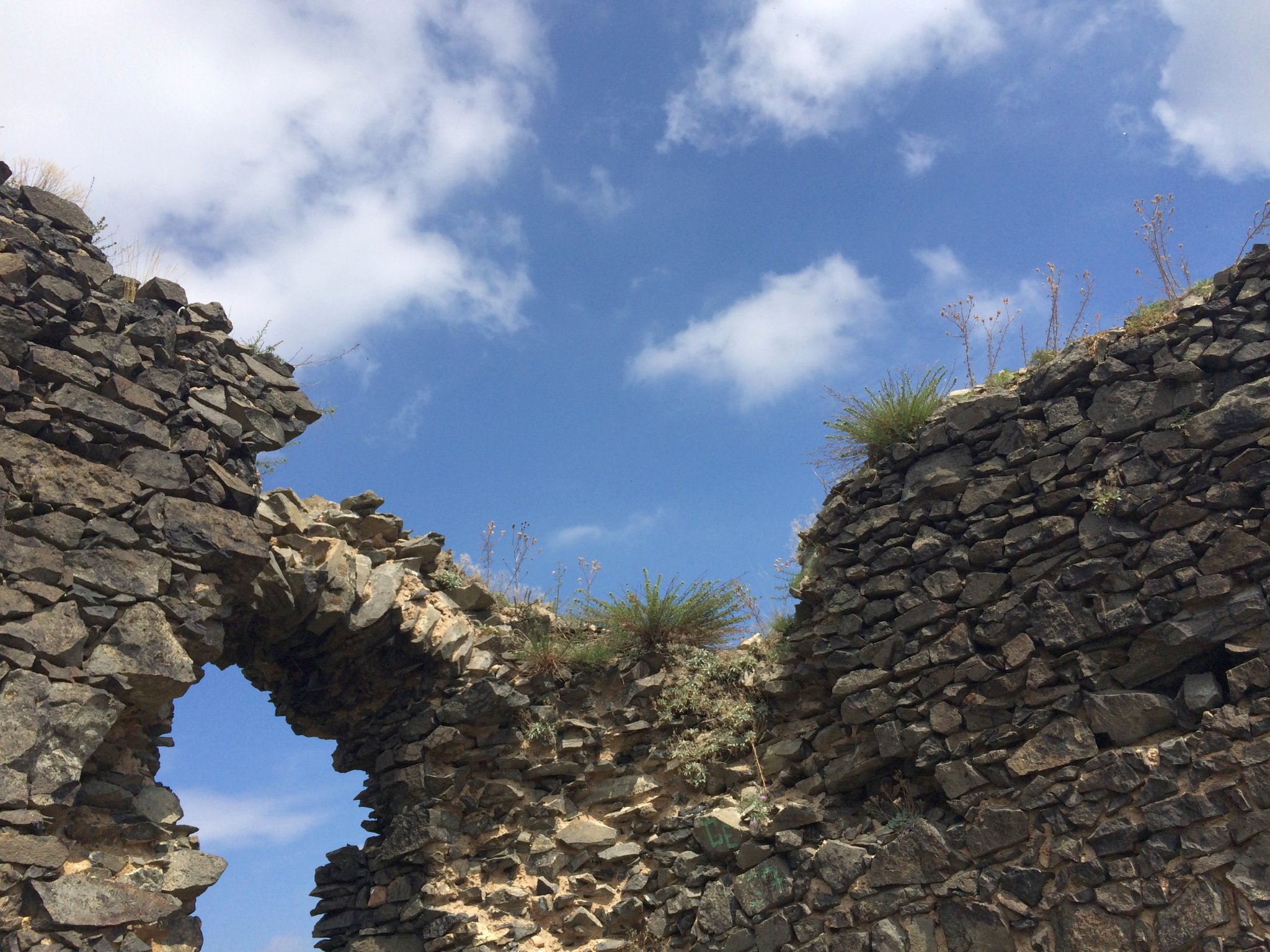
Pravý roh paláce - detail
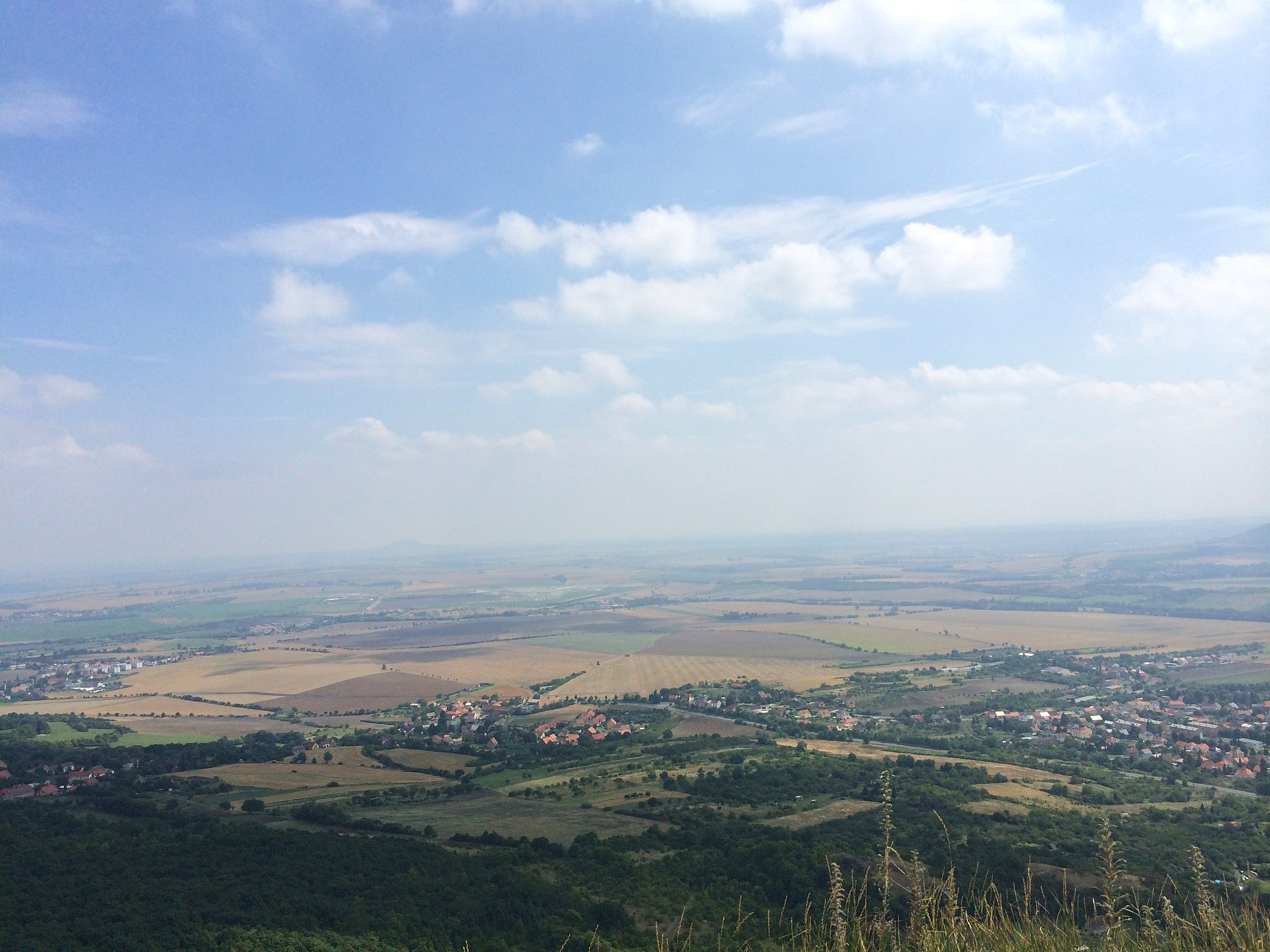
Výhled do podhradí
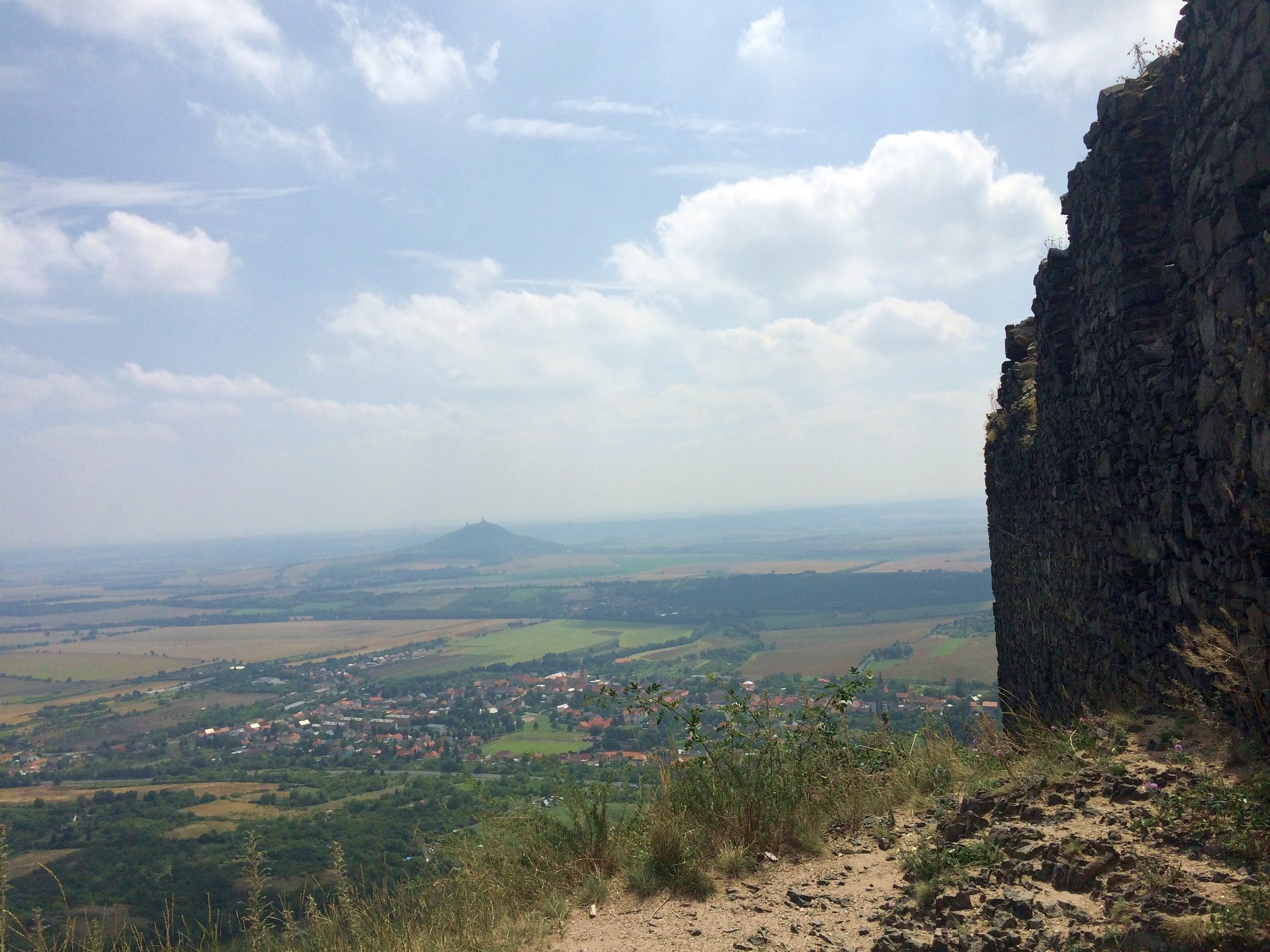
Výhled směr Hazmburk
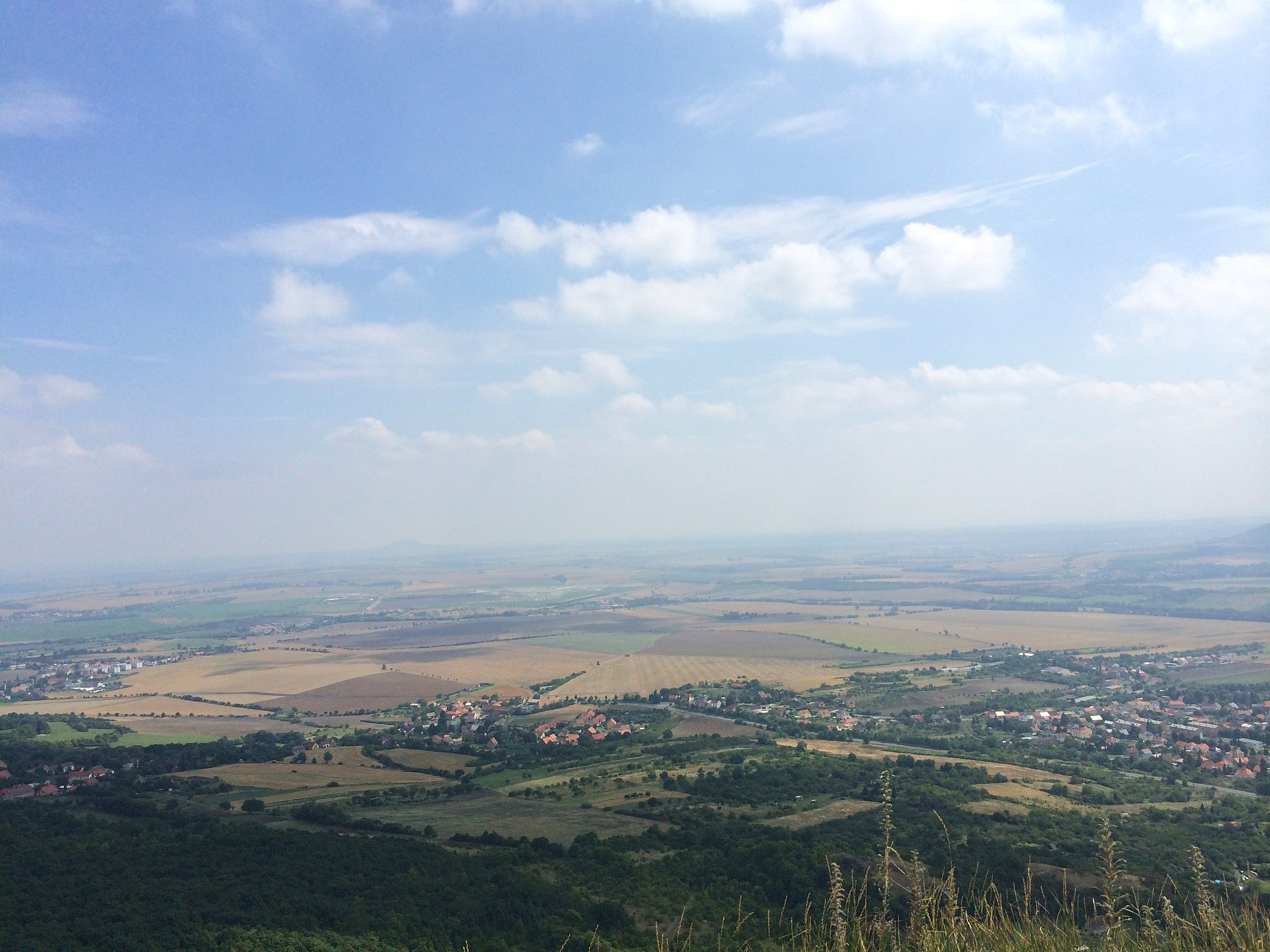
Výhled do podhradí směr Říp
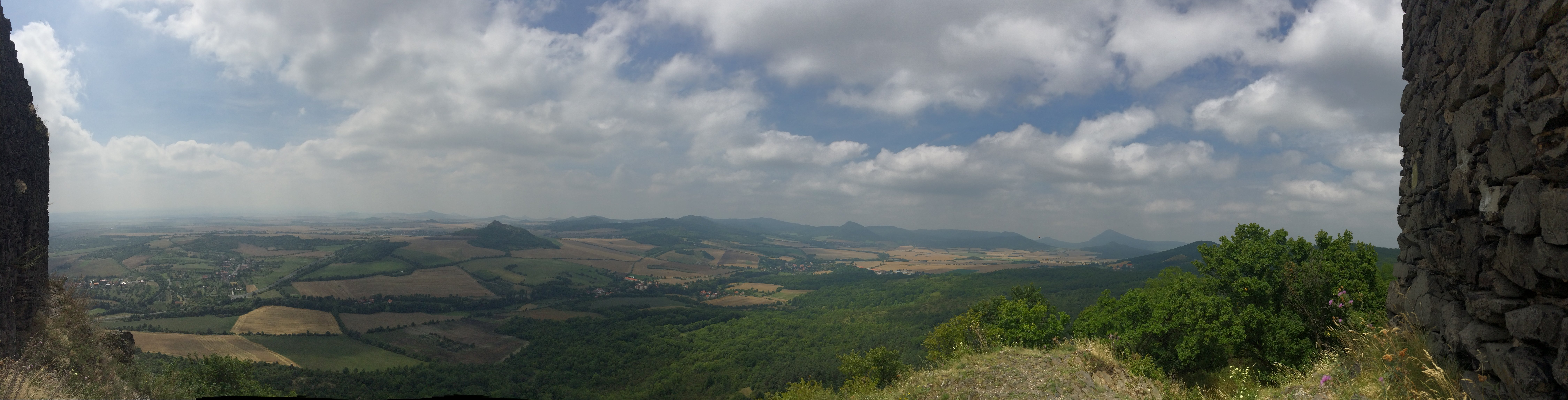
Panoráma od hradu